# Одинцов, Борис Николаевич
Борис Николаевич Одинцов (6 (18) июля 1882, с. Дурнево, Московская губерния — 20 июня 1967, Глен-Ков, штат Нью-Йорк, США) — русский учёный-почвовед.

## Биография
Родился в семье дворянина, помещика, владевшего имением в подмосковье.
В 1903 г. окончил 7-ю московскую классическую гимназию. Поступил в Московский университет на естественное отделение физико-математического факультета. Во время учёбы избрал своей специальностью почвоведение. В 1907 г. Одинцов перевёлся в Петербургский университет, который окончил в 1909 г. с дипломом 1-й степени.
Был оставлен на кафедре агрономии для подготовки к профессорскому званию. Ассистент, затем — профессор по кафедре агрономии Петербургского университета. Профессор и проректор Петроградской сельскохозяйственной академии.
В 1922 арестован и принудительно выслан за границу в составе большой группы русских учёных на т.н. Философском пароходе.
Жил в эмиграции в Чехословакии в Праге. Читал лекции в Пражском институте кооперации, работал в Русском народном университете и Минералогическом институте Карлова университета.
В 1945 перед приходом советских войск вместе с семьёй перебрался в Западную Германию.
С 1951 жил в Нью-Йорке. Продолжал писать статьи в русской прессе на общественные и научные темы. Состоял членом и товарищем председателя Русской академической группы в США.

## Сочинения
- «Почвы России и Туркестана» (1915);
- «Что такое почва?» (1912);
- «Для чего обрабатывают почву?» (1912);
- «Удобрение почв» (1916);
- «Органические вещества почв и их влияние на плодородие» (1924);
- «Динамическая геология и общее почвоведение» (1928);
- «Продукты разложения растительных остатков» (1929).